# Église d'Hyvinkää
L'église de Hyvinkää (finnois : Hyvinkään kirkko), connue aussi sous le nom de La nouvelle église de Hyvinkää, est une église luthérienne moderne située dans la ville de Hyvinkää en Finlande.

## Présentation
L'édifice en forme de pyramide est l'église principale de la paroisse d'Hyvinkää et l'une des attractions les plus célèbres d'Hyvinkää. 
Elle est située au milieu de Hämeenkatu, la rue principale de la ville. 
Conçue par Aarno Ruusuvuori, l'église est inaugurée le 19 janvier 1961. 
L'église de Hyvinkää est haute de 32 mètres et sa surface est de 1 779 m2. 
Les principaux matériaux de construction sont le béton, le marbre et le  pin de l'Oregon. 
Toutes les formes sont triangulaires pour symboliser la Trinité.
De larges fenêtres permettent de bénéficier d'un éclairage de lumière naturelle.
L'éclairage de la nef est conçu pour que l'attention se porte vers l'autel.
Le retable est une fenêtre ouvrant la vue sur le parc de l'église.
Une croix basse est posée sur l'autel.
La nef a une capacité de 630 sièges, la balustrade de l'orgue et la salle supérieure permettent d'accueillir 250 personnes en plus.
L'orgue a 35 jeux est livré en 1977 par Hans Heinrich.

## Architecture
L'église et le centre paroissial dominant le paysage urbain de Hyvinkää représentent la construction en béton des années 1960 à la recherche de nouvelles formes et appartiennent à la sélection de chefs-d'œuvre de l'architecture moderne finlandaise de l'organisation Docomomo International.
La forme de l'église, située sur un terrain en forme de parc au centre-ville, soulignant l'élévation exceptionnellement forte, a été obtenue en utilisant deux masses en forme de tétraèdre de volumes différents, placées l'une en face de l'autre. Le plus grand abrite la nef proprement dite, le plus petit le hall d'entrée avec des porte-vêtements et des porte-manteaux.
La forme de base de la salle paroissiale est un triangle, à partir duquel la partie de la coque dépasse sous la forme d'un pli rectangulaire. La partie dominante est la nef en forme de tente, presque fermée. La lumière du jour n'entre que par la grande fenêtre en verre située en hauteur du côté de l'entrée et par la fenêtre haute à côté de l'autel. Le pupitre d'orgue et le chœur sont placés à droite, et la salle paroissiale, qui peut être reliée à la nef, se trouve au deuxième étage au-dessus du hall d'entrée. L'intérieur de l'église et le mobilier simple, massif et de couleur sombre ont été conçus par l'architecte d'intérieur Antti Nurmesniemi (fi). La peinture murale du hall d'entrée a été réalisée par le peintre Jaakko Somersalo (fi) et les ustensiles de communion ont été conçus par Bertel Gardberg.
Le centre de travail paroissial relié à l'église, qui comprend des salles paroissiales, une petite chapelle, des locaux administratifs et des appartements, a été réduit à une masse basse et simple en forme de mur qui termine le cimetière. Un petit clocher s'élève légèrement à l'écart de l'église, à côté de l'édifice.
L'église et son centre paroissial sont classés parmi les sites culturels construits d'intérêt national par la direction des musées de Finlande.

## Histoire
Les travaux du projet de l'église de Hyvinkää ont commencé en 1955, lorsque le terrain du chantier a été donné à la congrégation. 
Au concours d'architecte, la proposition de l'architecte Aarno Ruusuvuori remporta le premier prix au printemps 1958. 
La construction de l'église commença à l'automne 1959 et l'église fut consacrée en janvier 1961. 
Depuis, les réparations les plus importantes apportées à l'église ont été le renouvellement des tôles de couverture, de l'isolation thermique et contre l'humidité et l'amélioration de l'acoustique dans la seconde moitié des années 1980.

## Galerie

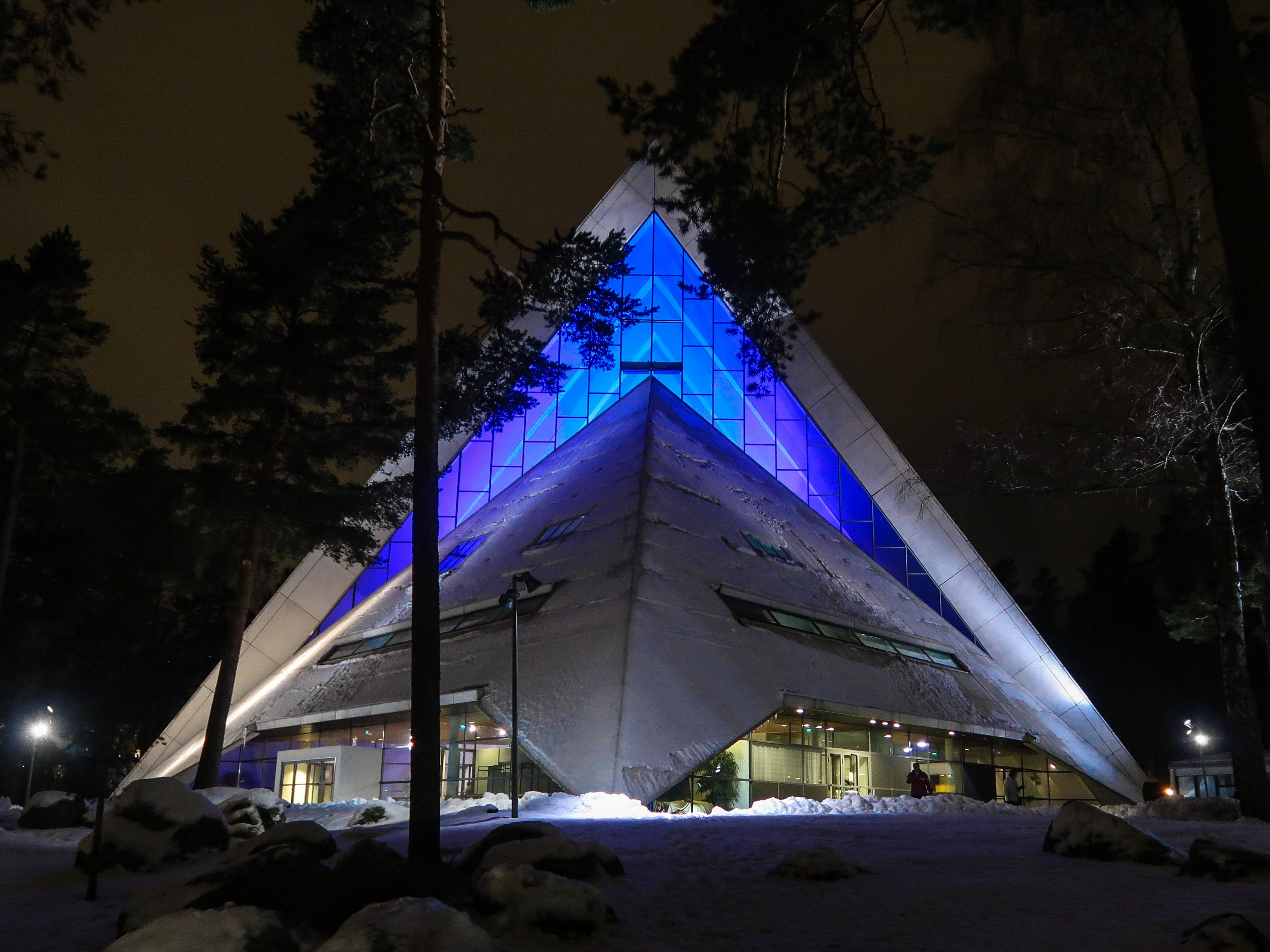
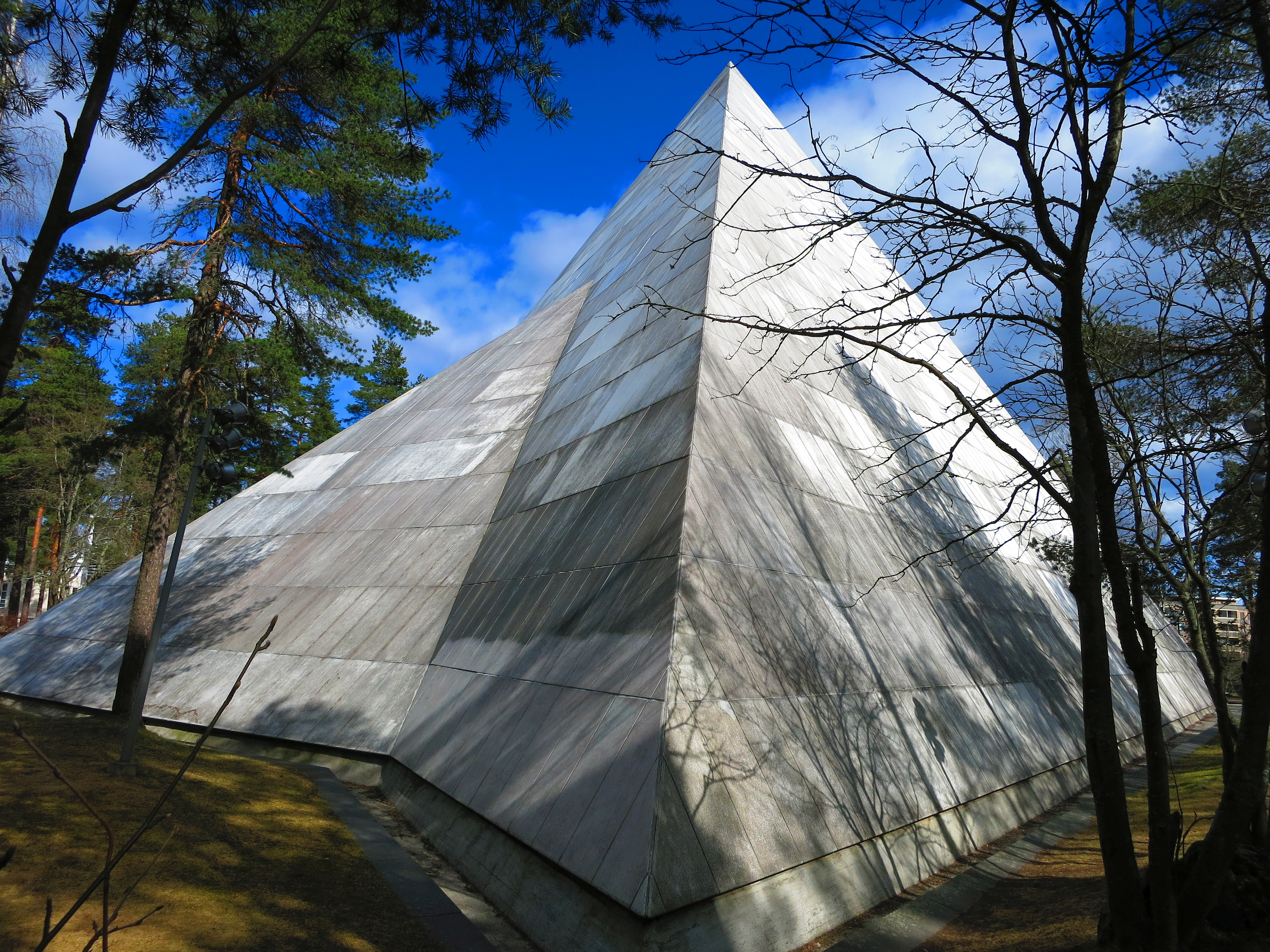
L'église vue du Nord.
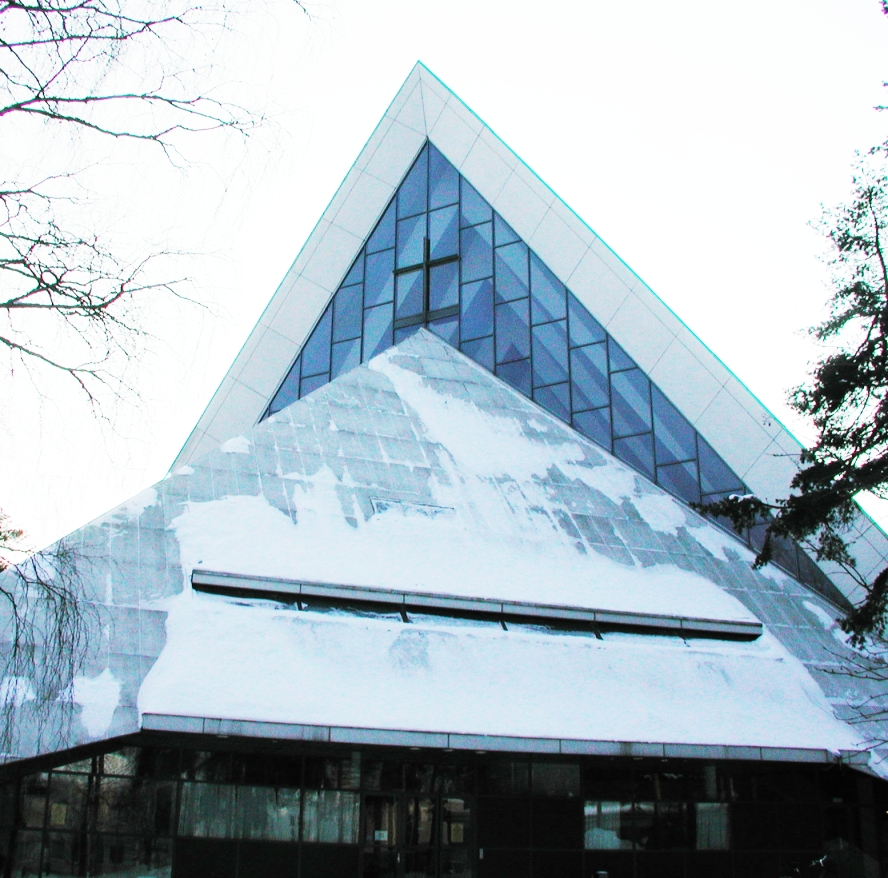
L'éclairage provient de la baie-vitrée.
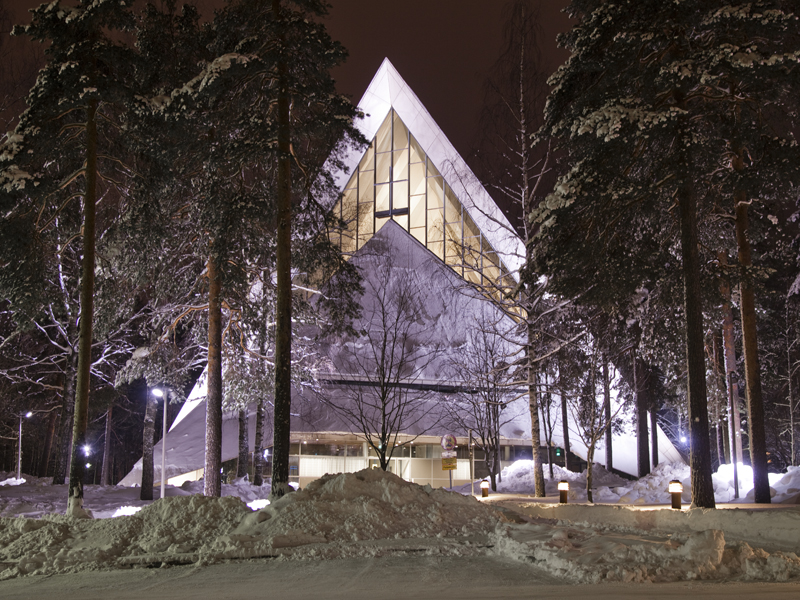

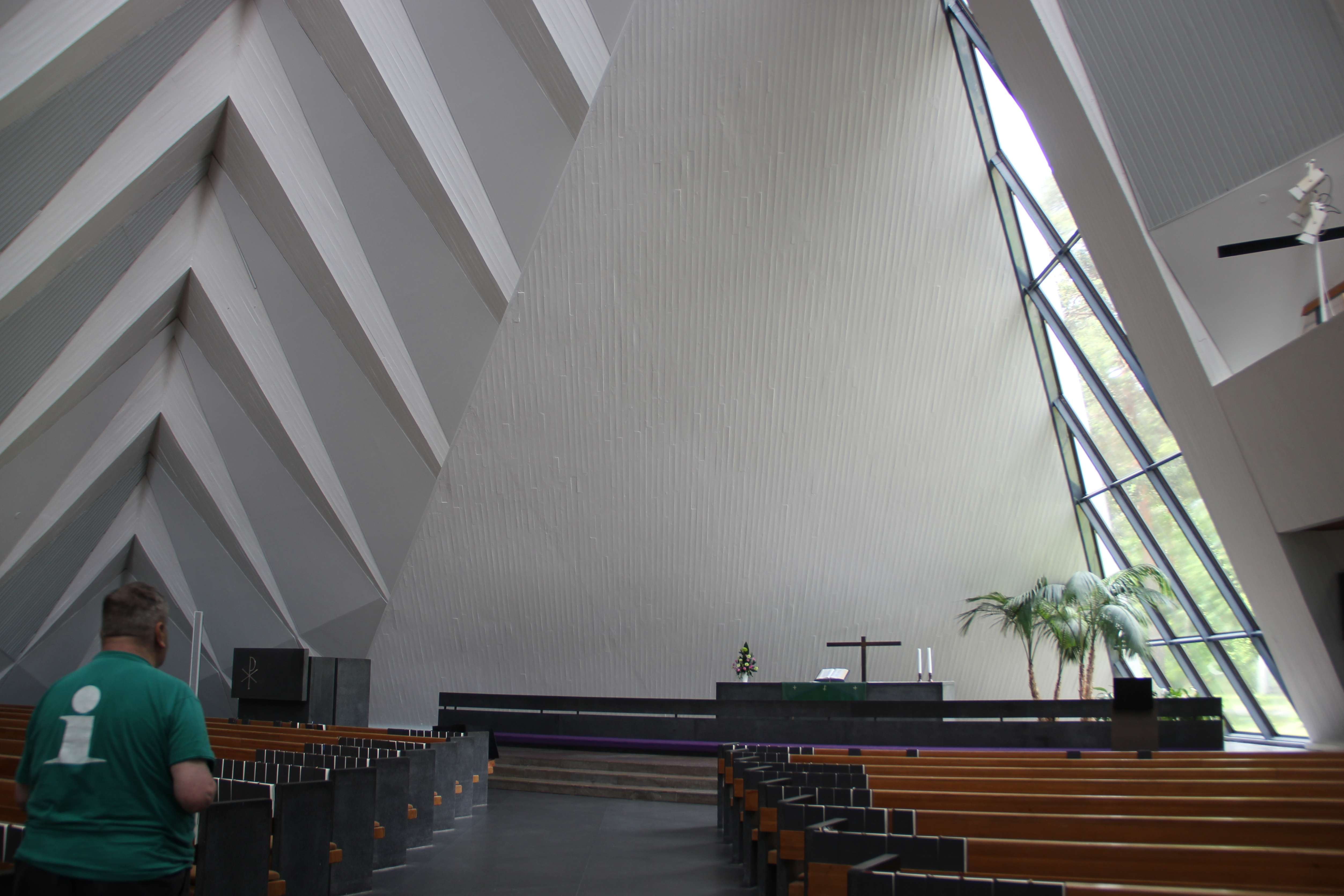
Vue de la nef.
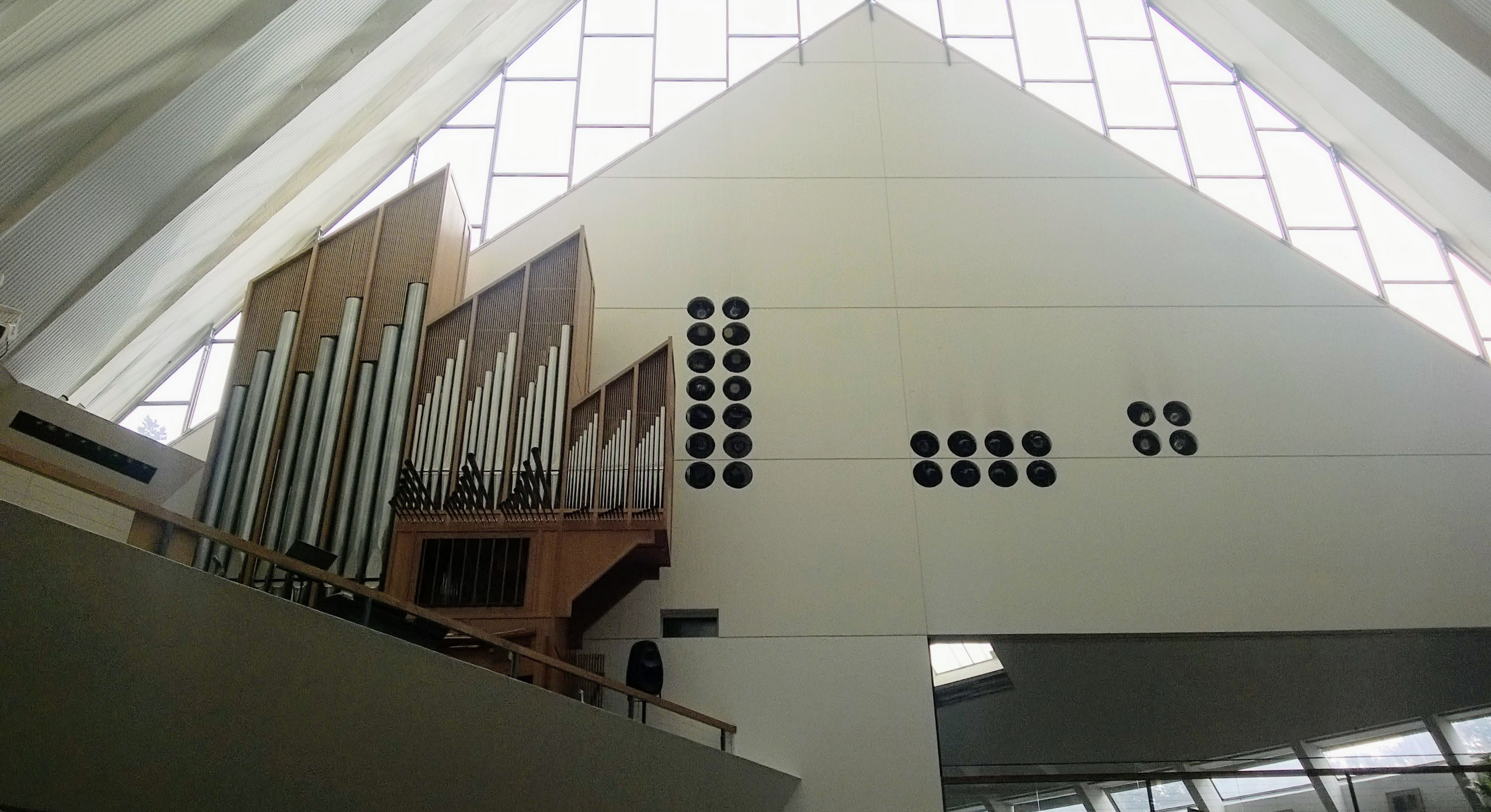
L'orgue.
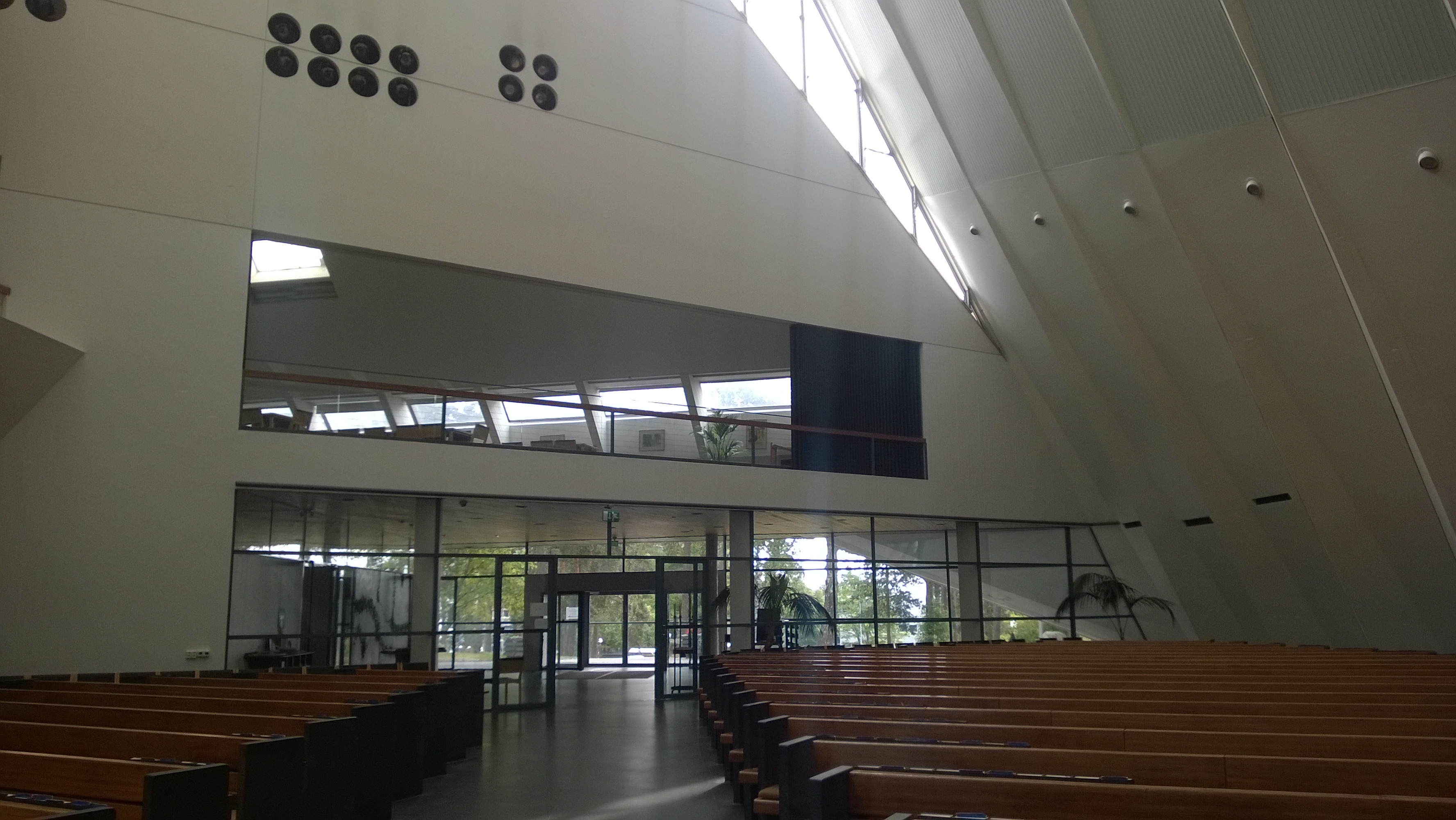

## Biographie
- Jouni Vasikainen, Pyramidi vai teltta? Hyvinkään seurakunnan kirkon ja työkeskuksen rakennusvaiheet ja arkkitehtonis-liturgiset ratkaisut. Université d'Helsinki, Faculté de théologie. 1993.
- Marja Terttu Knapas, Suomalaista kirkkoarkkitehtuuria 1917-1970. Museoviraston rakennushistorian julkaisuja 30., Museovirasto, Helsinki 2006.
- Marja-Riitta Norri, Aarno Ruusuvuori, Structure is the Key to Beauty. Järjestys on kauneuden avain. Musée de l'architecture finlandaise, 1992.